# ゴミ袋

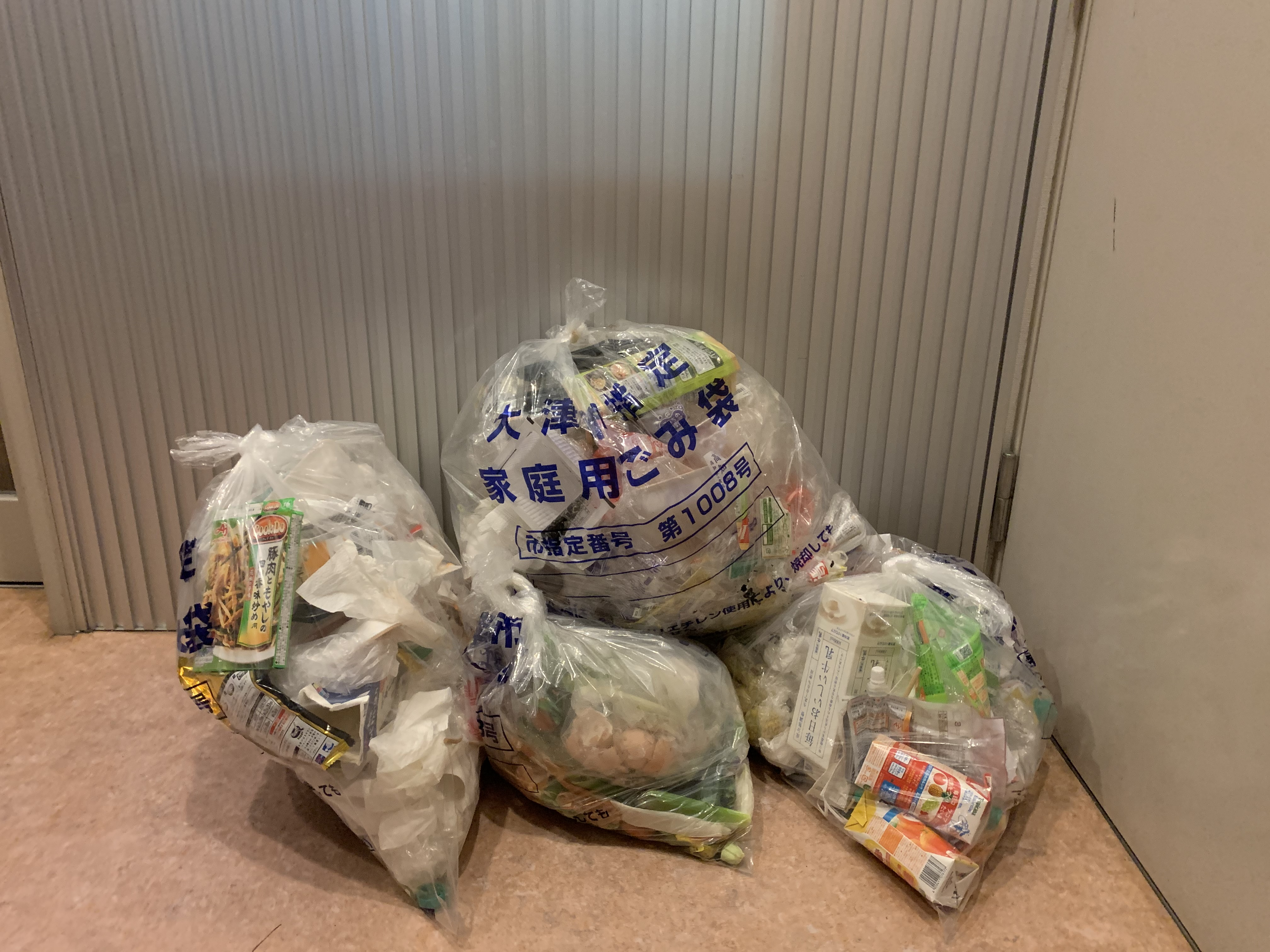
ゴミ袋に詰められたゴミ

ゴミ袋（ゴミぶくろ）とは、ごみをまとめる袋のこと。ごみ収集所などにごみを捨てる際に用いられる。

## 概要
かつて日本では、ごみ収集所へのごみ出しにも黒色や青色のポリエチレン製の袋を用いたり、スーパーマーケットなどで用いられるレジ袋などを再利用する場合が多かった。しかし、ごみ問題が深刻化するとともに1990年代以降ごみ有料化を実施する自治体が増えていった。ごみ有料化の方法として用いられる方法としては指定袋方式とステッカー方式がある。
また、ごみ袋の搬出時に記名を義務づける記名式を採用している自治体もあるがプライバシーの点から導入には賛否がある。

## 指定袋方式
指定袋方式とは集積所に排出するごみに自治体の指定する袋を用いることを義務づけるものである。従量制のごみ有料化を導入する場合に有効な方法とされる。
自治体の設定したごみの区分と出し方に応じた指定袋が指定されている。使用する際は地方自治体が制定するごみの区分に従ってごみを分別し、ごみ袋を使って集積所に搬出するものについては指定された種類の袋に容量を超過しないように入れ、所定のごみ収集日に集積所へ出す。日本では基本的には地方自治体より委託された企業が袋を製造している。
有料のごみ袋にはごみ処理費用の一部が上乗せされていることが多いが自治体ごとに焼却場や埋立地の維持・確保などの状況は異なっているため手数料には地域的な格差がある。ただ、ごみ処理費の負担がリサイクル率やごみ減量化など住民の環境意識に影響しているという指摘もある。

### 価格
前述の手数料をゴミ袋の代金に上乗せした結果、高価格となっている市町村の例として北海道えりも町（45リットル入り1枚200円）、
長崎県佐世保市（45リットル4枚入り880円）がある。ただし佐世保市は市民に限り購入補助券を配布しており、ゴミ回収手数料を840円を引いた袋の本体価格40円で購入することが可能となっている。

### 色
指定袋は透明ないし半透明であることが多く、これは分別収集の徹底、資源化可能物の混入防止、収集時の安全確保などを理由とする。
その反面、プライバシーの保護に欠ける、あるいはネコやカラスにより荒らされるといった短所もある。2004年頃からはカラス対策として黄色いゴミ袋を使用する例も増えている（詳細についてはハシブトガラス#人間との関係を参照）。

### 添加物
ポリエチレンに炭酸カルシウムを添加した袋が存在する。これは、焼却炉での急激な燃焼温度の変化を緩和し、焼却炉の損耗を防ぐ目的で添加される。一方、2000年代以降急激に進んだダイオキシン発生対策などの一環で、焼却炉自体の高性能化、高温によるゴミ焼却が進められており、かつてほど積極的に添加する理由は無くなりつつある。なお、ポリエチレンに炭酸カルシウムを混入させた場合、強度が不足するためポリエチレンの厚さを増やす必要が生じる。このため、結果的に袋一枚あたりの熱カロリーは、添加品、不添加品ともにさほど変わらない。

### ごみの分別
以下は、札幌市の例（各地方自治体により基準は異なる。）

#### 燃やせるごみ
汚れた紙類（ティッシュ・オムツなど）・生ごみ・プラスチック製品・皮革製品・ゴム製品・ビニール製品・炭・保冷剤・乾燥剤・使い捨てカイロなど

#### 燃やせないごみ
ごみ袋に入る家電製品（パソコン・テレビ・モニター（ブラウン管・液晶）は不可）・金属製品・ガラス・レンガ・ブロック・陶磁器など。

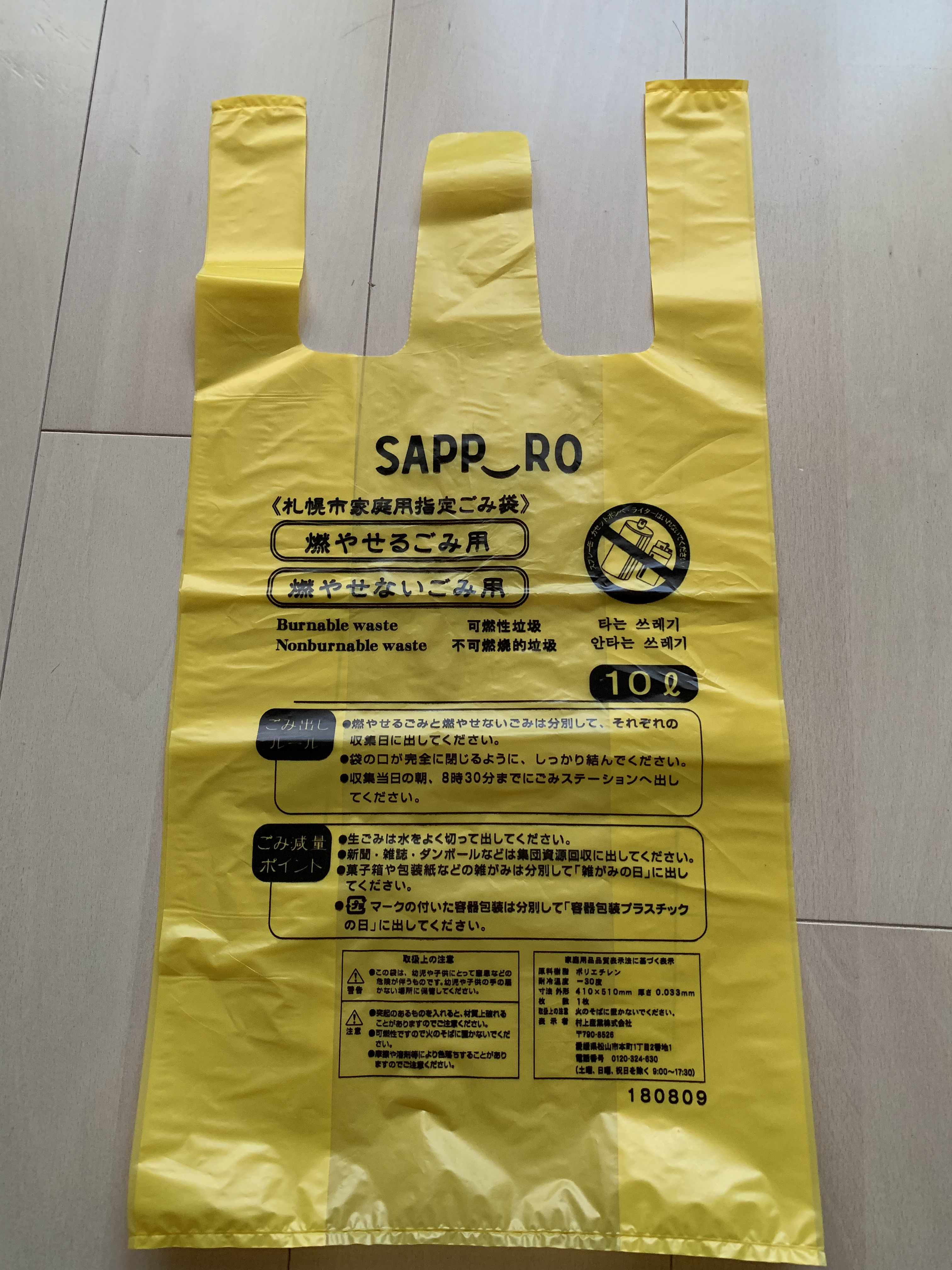
札幌市家庭用指定ゴミ袋
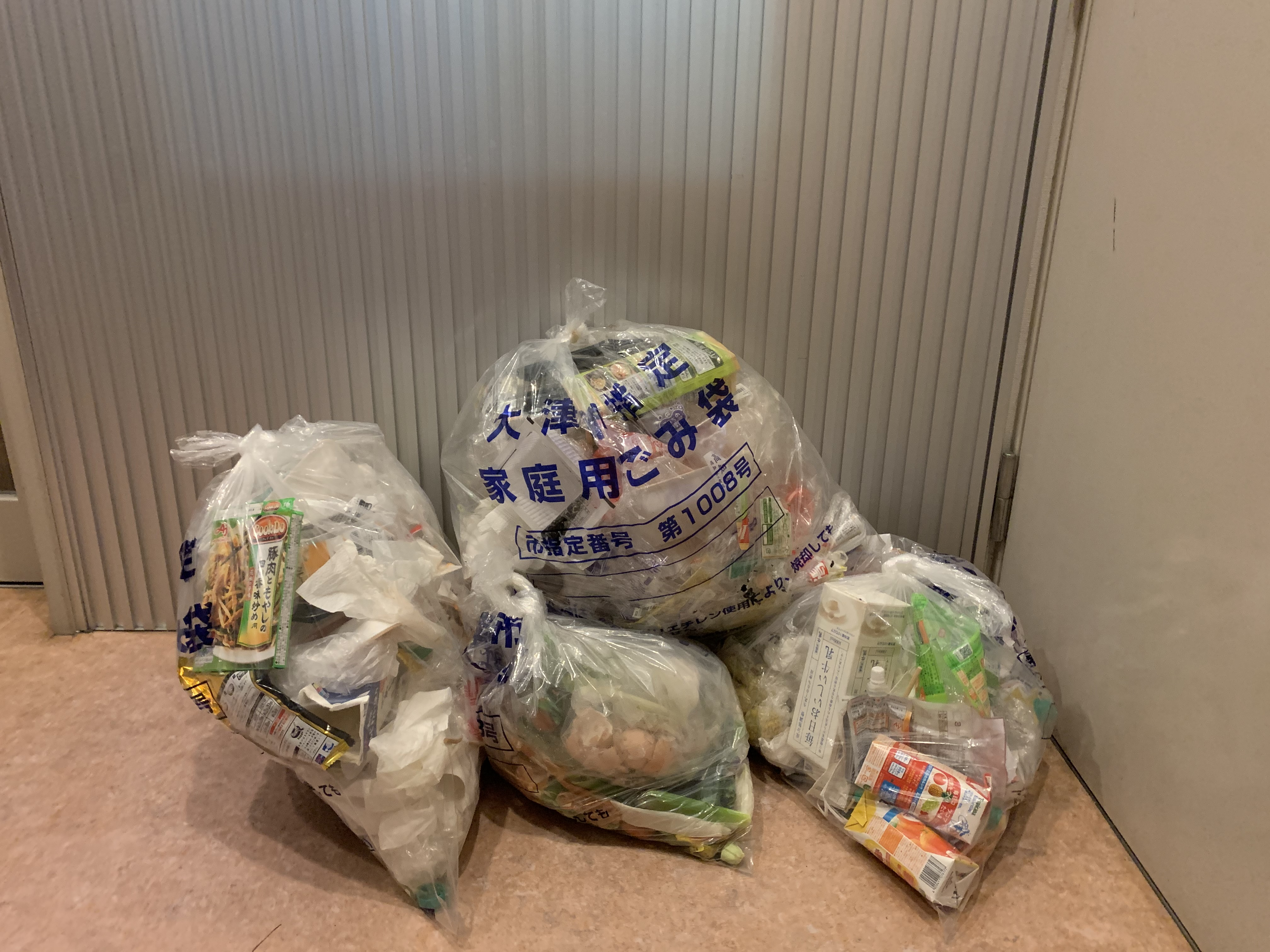
ゴミが詰められた大津市指定家庭用ごみ袋

## ステッカー方式
ごみ有料化の方法として用いられる方法としては指定袋方式のほかにステッカー方式もある。ごみ袋に自治体が販売しているステッカーの貼付を義務づけるもので粗大ごみなどを対象として採用される場合が多い。

## その他のゴミ袋

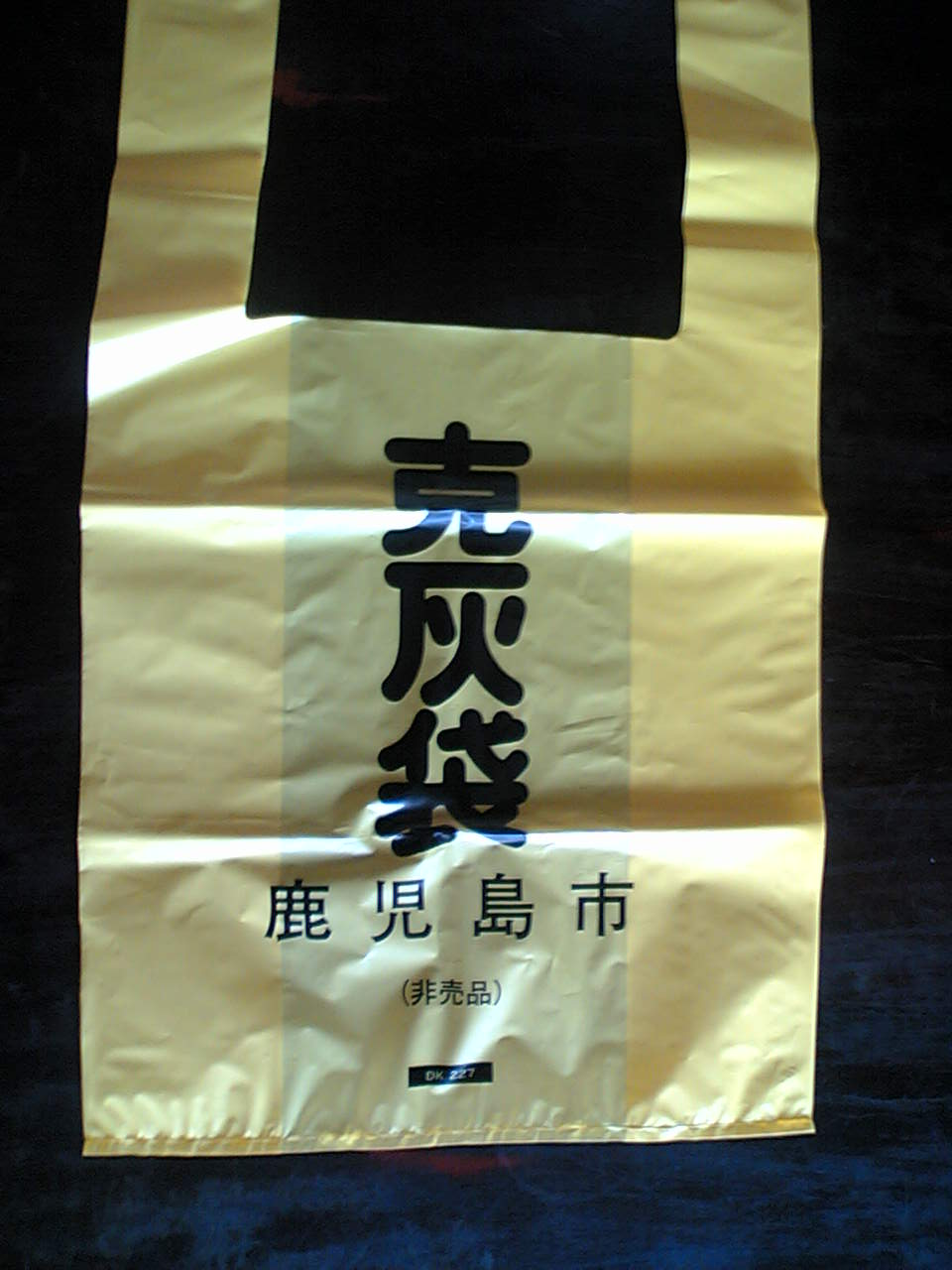
克灰袋

鹿児島県鹿児島市では活火山である桜島から噴出され各家庭に降り積もった火山灰を回収するためのゴミ袋である「克灰袋」（こくはいぶくろ）が一定の降灰量に達すると無料で各家庭に配布される。桜島周辺の霧島市や垂水市でも同様のゴミ袋が配布される。